# 蘆木屬
蘆木（學名：Calamites）是一屬已滅絕的高大的樹狀蕨類，和現代的木賊是近親。生長在潮濕的沼澤地帶中。在石炭紀時頗為興盛，和鱗木、封印木等一同形成廣大的蕨類雨林。它們的高度可達30公尺。其遺骸在地底下經長久的化學及物理作用後，形成現代人類最重要的燃料資源煤炭及天然氣。

## 特徵
蘆木的植株呈喬木狀，可長至30米的高度。外觀像竹子般的莖有環狀的節，節間具交互排列的縱脊和縱溝。呈線形或披針形的葉擁有單獨的中間葉脈，生長在枝條的輪狀節上，每輪最多著生25片葉子。莖的中央有很大的髓腔。它們能利用孢子及發達的地下莖進行無性生殖。

## 物種
- Calamites cistii
- Calamites cruciatus
- Calamites goeppertii
- Calamites multiramis
- Calamites ramosus
- Calamites rectangulus
- Calamites sachsei
- Calamites schuetzeiformis
- Calamites schulzii
- Calamites sickowii
- Calamites suckowi
- Calamites undulatus

## 圖片

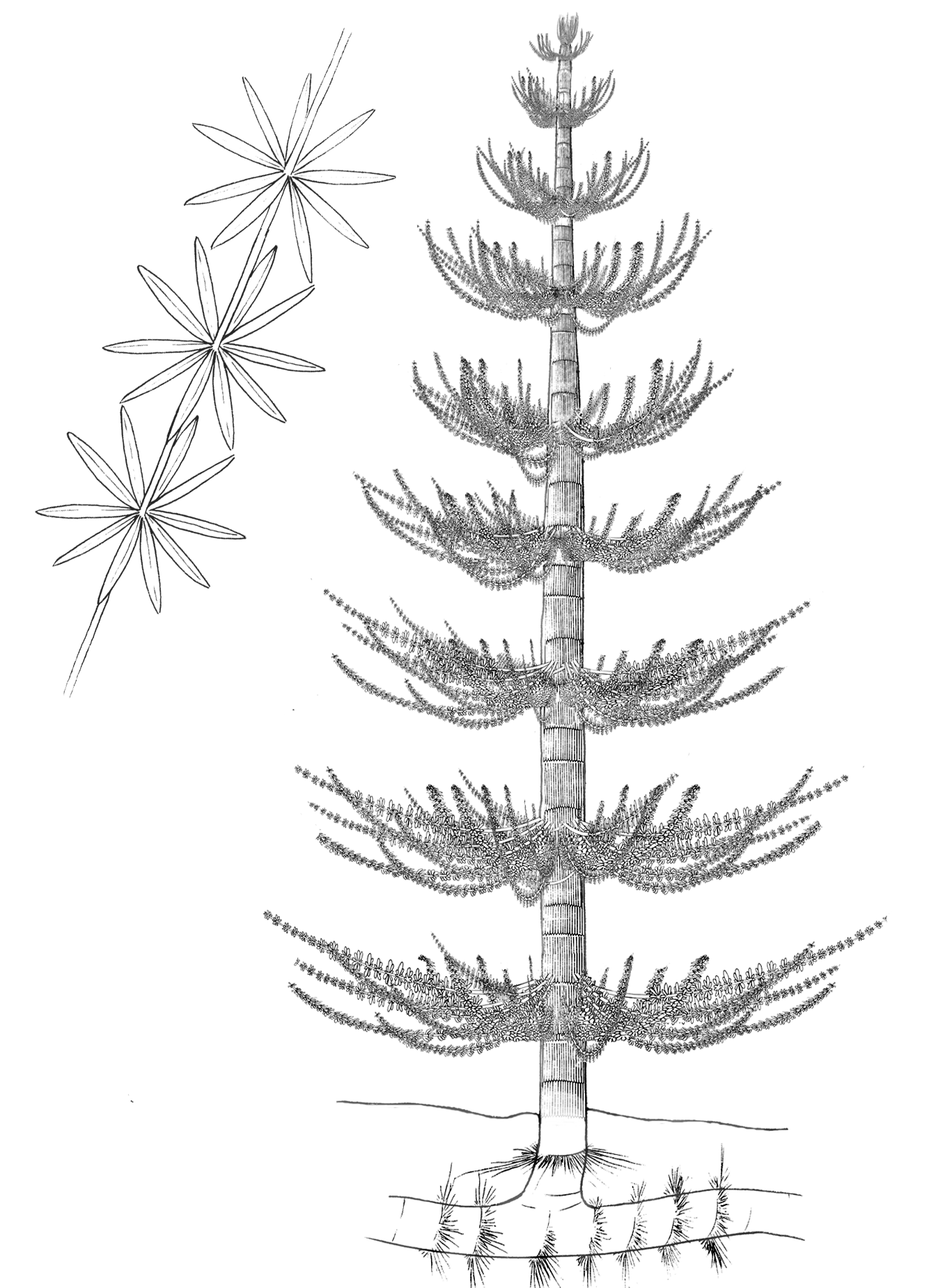
藝術家筆下的蘆木復原圖
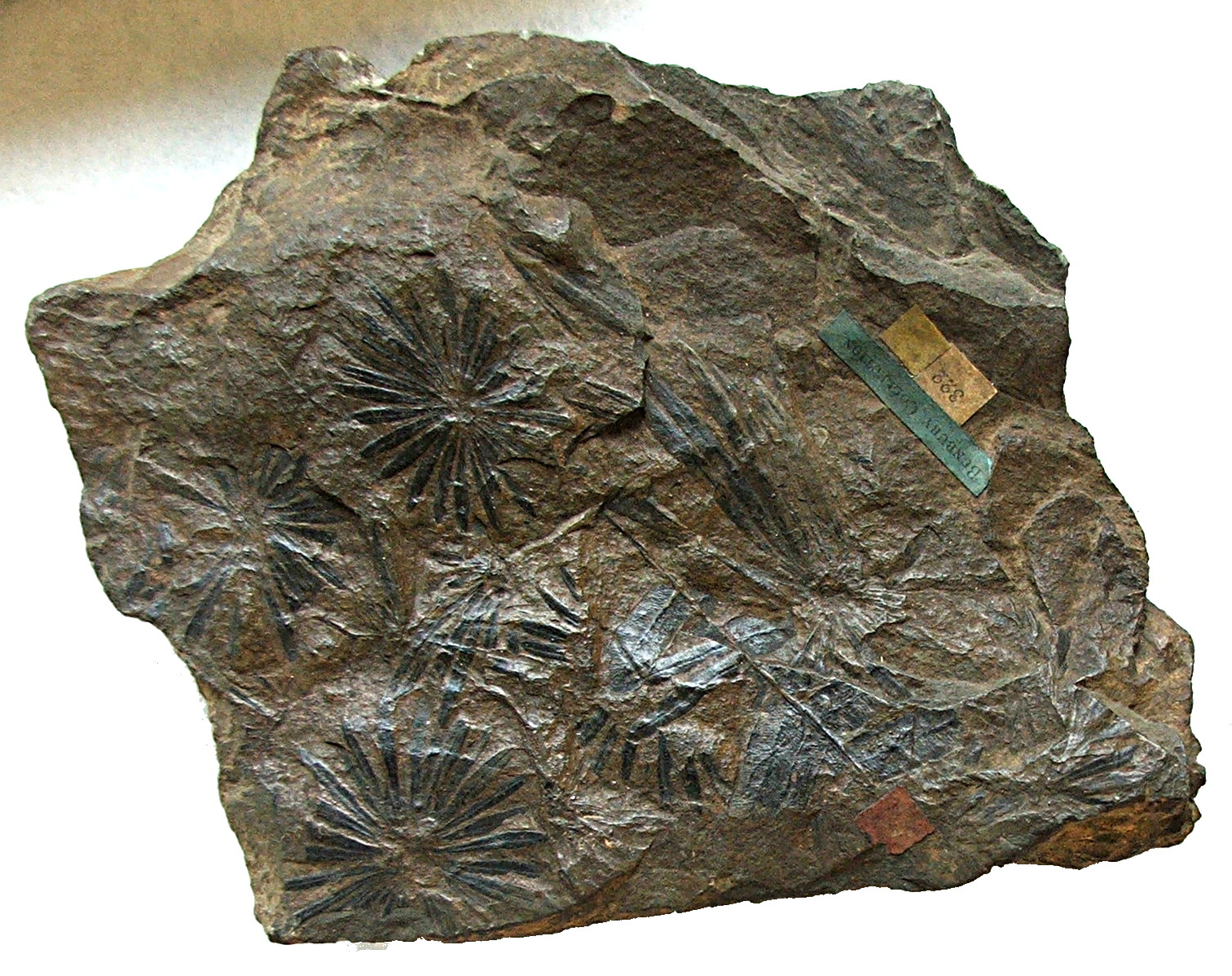
蘆木的葉化石
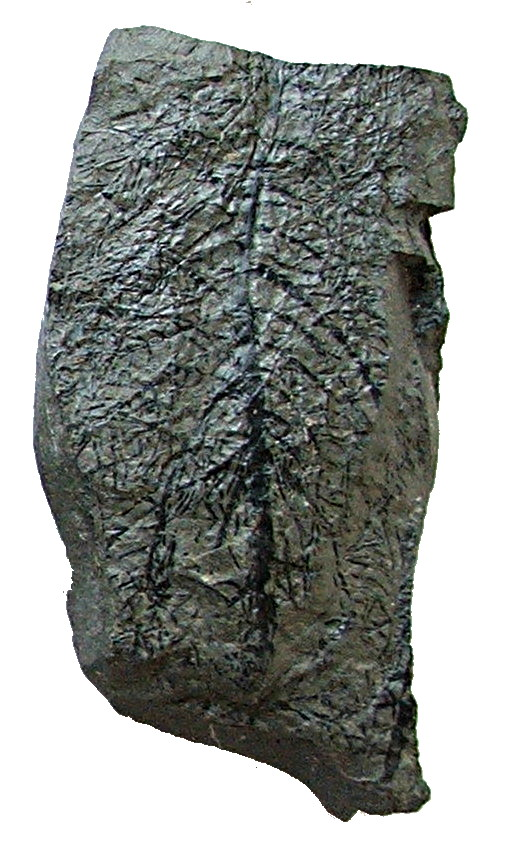
蘆木的假根化石